# Bârlești (okręg Jassy)
Bârlești – wieś w Rumunii, w okręgu Jassy, w gminie Erbiceni. W 2011 roku liczyła 643 mieszkańców.